# Jacques De Moor
Jacques De Moor (30 maart 1924) is een voormalige Belgische atleet, die gespecialiseerd was in het hordelopen. Hij nam eenmaal deel aan de Europese kampioenschappen en veroverde twee Belgische titels. 

## Biografie
Jacques De Moor werd in 1950 Belgisch kampioen op de 400 m horden. Hij nam op dit nummer deel aan de Europese kampioenschappen van 1950 in Brussel. Hij kwam niet verder dan de series. Het jaar nadien veroverde hij een tweede Belgisch titel.
Jacques De Moor was aangesloten bij UCLA.

## Belgische kampioenschappen
| Onderdeel    | Jaar       |
| ------------ | ---------- |
| 400 m horden | 1950, 1951 |

## Palmares

### 200 m horden
- 1949:  BK AC – 26,7 s
- 1950:  BK AC – 25,6 s
- 1951:  BK AC – 25,3 s
- 1952:  BK AC – 26,0 s

### 400 m horden
- 1950:  BK AC – 56,8 s
- 1950: 4e in reeks EK in Brussel – 54,8 s
- 1951:  BK AC – 55,3 s
- 1951:  World Student Games – 55,7 s
- 1952:  BK AC – 55,3 s